# Benedikt Staubitzer
Benedikt Staubitzer (5 dicembre 1990) è uno sciatore alpino tedesco.

## Biografia
Gigantista puro attivo in gare FIS dal novembre del 2005, Staubitzer ha esordito in Coppa Europa il 14 gennaio 2009 a Oberjoch, senza qualificarsi per la seconda manche, e in Coppa del Mondo il 10 marzo 2012 a Kranjska Gora, senza completare la prova. Il 28 gennaio 2016 ha ottenuto a Zuoz la sua unica vittoria, nonché primo podio, in Coppa Europa; il 26 febbraio successivo ha colto a Hinterstoder il miglior piazzamento in Coppa del Mondo (11º) e il 16 marzo dello stesso anno è salito per la seconda e ultima volta sul podio in Coppa Europa, a La Molina (2º).
Il 9 marzo 2019 ha preso per l'ultima volta il via in Coppa del Mondo, a Kranjska Gora senza completare la prova; si è ritirato al termine della stagione 2019-2020 e la sua ultima gara è stata lo slalom gigante di Coppa Europa disputato il 20 febbraio a Jasná, chiuso da Staubitzer all'11º posto. Non ha preso parte a rassegne olimpiche o iridate.
Dalla stagione 2020-2021 si è dedicato allo sci alpino paralimpico, nel ruolo di atleta guida per sciatori ipovedenti: gareggia prevalentemente in coppia con Luisa Grube, ma ha ottenuto un podio in Coppa del Mondo anche in coppia con Alexander Rauen, il 27 febbraio 2027 a Kitzbühel in slalom speciale (3º).

## Palmarès

### Sci alpino

#### Coppa del Mondo
- Miglior piazzamento in classifica generale: 115º nel 2013

#### Coppa Europa
- Miglior piazzamento in classifica generale: 41º nel 2016
- 2 podi:
  - 1 vittoria
  - 1 secondo posto

##### Coppa Europa - vittorie
| Data            | Località | Paese    | Specialità |
| --------------- | -------- | -------- | ---------- |
| 28 gennaio 2016 | Zuoz     | Svizzera | GS         |

Legenda:

GS = slalom gigante

#### Far East Cup
- Miglior piazzamento in classifica generale: 21º nel 2020
- 1 podio:
  - 1 terzo posto

#### Campionati tedeschi
- 2 medaglie:
  - 2 bronzi (slalom gigante nel 2010; slalom gigante nel 2019)

### Sci alpino paralimpico

#### Coppa del Mondo
- 2 podi (con Alexander Rauen; dati dalla stagione 2022-2023):
  - 2 terzi posti